# Prinz-Eugen-Kapelle

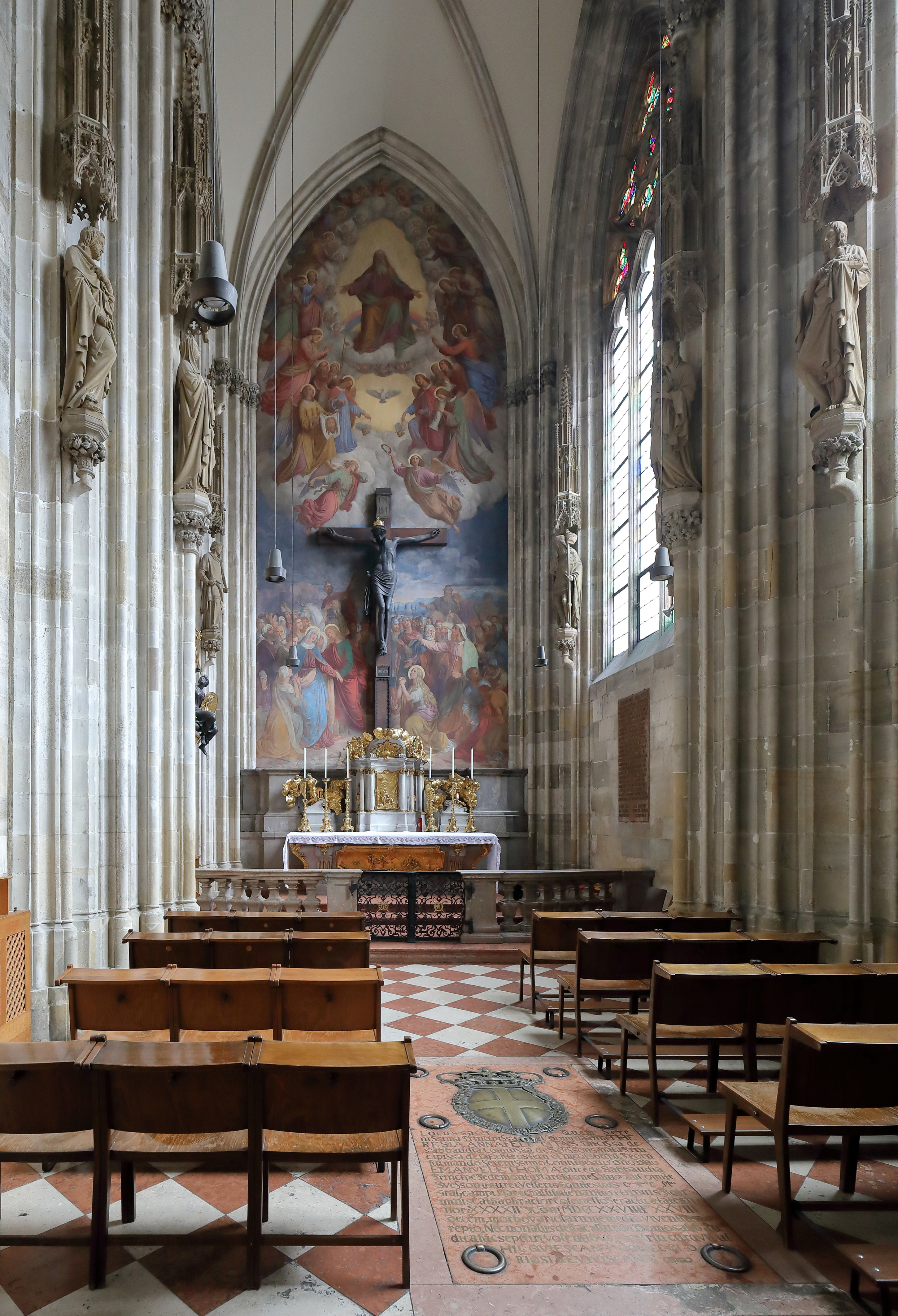
Die Kreuz- bzw. Prinz-Eugen-Kapelle

Die Prinz-Eugen-Kapelle, die zuvor nacheinander Moranduskapelle, Tirna-, Kreuz-, Liechtenstein- und Savoyenkapelle hieß, befindet sich am Nordwinkel der Portalfassade des Wiener Stephansdoms. Sie wurde im 14. Jahrhundert im gotischen Stil an den linken „Heidenturm“ angebaut und im Inneren später mehrfach, insbesondere im 18. und 19. Jahrhundert, umgestaltet.
Sie gehört zu den vier Westkapellen, die auf den Ausbau des Stephansdoms unter Herzog Rudolf IV. von Österreich (1339–1365) zurückgehen, und wurde – zumindest was die Mauern betrifft – noch zu dessen Lebzeiten fertiggestellt. Bemerkenswert ist sie als Grabstätte des berühmten österreichischen Feldherrn Prinz Eugen von Savoyen.

## Moranduskapelle
Ihren ältesten Namen „Moranduskapelle“ verdankt sie dem im 12. Jahrhundert heiliggesprochenen Benediktinermönch Morandus († 1115), der erst Mönch in der Abtei Cluny und später Prior von Kloster Altkirch bei Basel war, das von den Grafen von Pfirt – Vorfahren der Mutter von Herzog Rudolf IV – um 1105 im oberen Elsass (heute in Frankreich im Département Haut-Rhin) gegründet worden war. Diese Kapelle wurde ihm in Wien geweiht, da er als Verwandter der Habsburger gesehen und als deren Beschützer verehrt wurde, weshalb Herzog Rudolf der Stifter in Basel Reliquien des Heiligen erwarb, die er selbst im Boden der Kapelle beisetzte.

## Tirnakapelle
Die gotische Ausgestaltung verdankt die Kapelle der niederösterreichischen Adelsfamilie von  Tirna (auch Tierna und Tyrna geschrieben), die im 14. Jahrhundert eine führende Rolle in der Stadt Wien spielte. So war Friedrich von Tirna auf Rauhenstein und Sierndorf († nach 1353) von 1348 bis 1349 und 1352 Bürgermeister von Wien und sein Bruder Hans von Tirna († nach 1388) auf Feste Rauhenstein, Karlstein an der Thaya, Goggendorf etc. von 1362 bis 1364 Bürgermeister.
Zwei Söhne des Johannes von Tirna, Ludwig und Rudolf von Tirna, stifteten im Jahre 1397 einen hohen Betrag zum Ausbau dieser Kapelle als Grablege der Familie. Anlass könnte der Tod ihres Bruders Johannes von Tirna gewesen sein, der als Münzmeister von Wien im selben Jahr von einem herabfallenden Gerüstteil erschlagen worden war.
Um 1400 erhielt die Kapelle ihren Namen nach der Familie der Tirna und war um 1403 so weit fertiggestellt, dass dort Messen gelesen werden konnten und dort am Karfreitag das Heilige Grab aufgestellt werden konnte. Die Familie von Tirna, deren Wappen in der Kapelle, aber auch zweifach an der Außenfassade der Kapelle abgebildet ist, behielt das Patronat über diese Kapelle bis zu ihrem Aussterben zu Beginn des 16. Jahrhunderts.
Im 17. Jahrhundert erfolgte durch Wilhelm Rechberger, Mathematikprofessor an der Wiener Universität und Direktor der Wiener Hofbibliothek, eine barocke Umgestaltung, von der allerdings nichts erhalten ist.

## Liechtensteinkapelle
Ab 1717 übte die österreichische Familie der Fürsten von Liechtenstein das Patronat über die Kapelle aus, wobei es zu Änderungen des Erscheinungsbildes kam. Johann Adam I. Reichsfürst von Liechtenstein Herzog von Troppau und Jägerndorf (1699 bis 1712) ließ das aus Italien stammende große spätgotische Kruzifix über dem Altar der Kapelle anbringen, bei dem Haare und Bart Christi aus echtem Haar gefertigt wurden, was zum volkstümlichen Aberglauben führte, dass „dem Herrgott die Haare wachsen“.

## Savoyen-, Prinz-Eugen-Kapelle

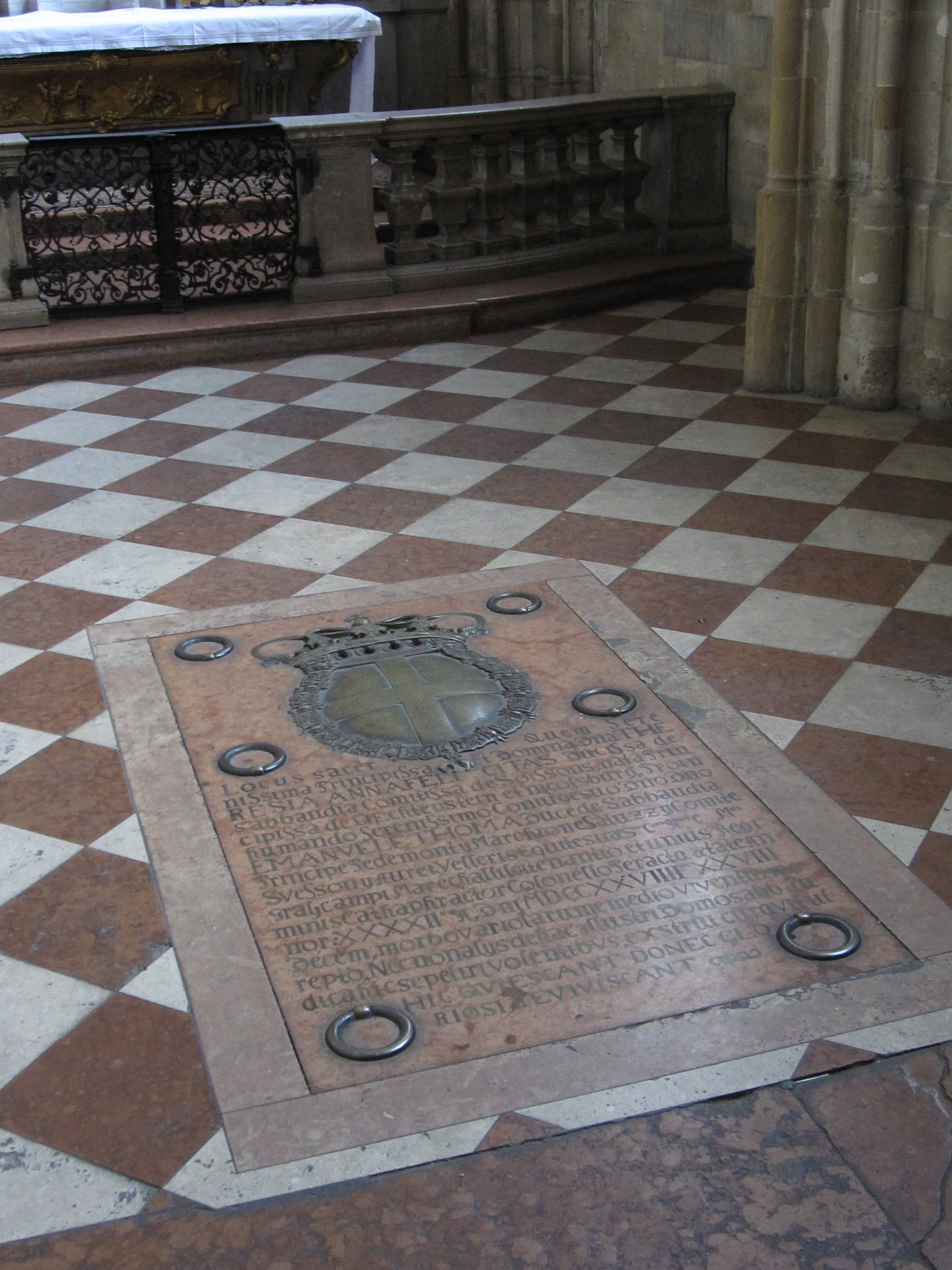
Savoyer-Grabplatte; die lateinische Inschrift besagt: „Geweihter Ort, den die durchlauchtigste Fürstin ... Theresia Anna Felicitas ... Herzogin von Savoyen ... für die Beisetzung ihres Gatten Emanuel Thomas, Herzog von Savoyen ..., der im Alter von 42 Jahren am 28. Dezember 1729 durch eine Blatternerkrankung aus der Mitte der Lebenden weggerafft wurde, sowie für weitere Angehörige dieses hochedlen Hauses Savoyen, die hier begraben werden wollen, errichten ließ, damit sie hier ruhen mögen, bis sie in Herrlichkeit auferstehen.“

Dessen Tochter, Prinzessin Maria Theresia Anna Felizitas von Liechtenstein, die mit Emanuel Thomas Herzog von Savoyen-Carignan, Graf von Soissons verheiratet war, ließ unter der Kapelle die Grablege für ihren 1729 verstorbenen Gemahl und für weiter Angehörige des Hauses Savoyen anlegen. Erhalten ist die Grabplatte aus Adneter Stein, auf der sich Bronzeapplikationen, Inschrift und Wappen (Savoyer Kreuz) – umrahmt von der Kollane des Ordens vom Goldenen Vlies – befinden und die zu der darunterliegenden Gruft führt.
1736 wurde auch der Onkel ihres Mannes, der berühmte Feldherr und Staatsmann im Dienste des Hauses Österreich Prinz Eugen von Savoyen-Carignan, in der Gruft bestattet. Links an der südlich gelegenen Mauer des Heidenturms befindet sich in einer großen Wandnische das aufwendige Epitaph für ihn sowie für seinen Neffen Emanuel Thomas von Savoyen und dessen Gemahlin Maria Theresia Anna Prinzessin von Liechtenstein. Es besteht aus einem hohen Altaraufbau, wobei vor einer flachen rundbogigen Nische ein Schein-Sarkophag steht, der die Reliefdarstellung einer Türkenschlacht zeigt, die vom Goldschmied Joseph Wurschbauer 1754/59 angefertigt wurde. Darüber stehen die von zwei Löwen gehaltenen Wappen Savoyen und Liechtenstein, gekrönt mit einer Herzogskrone, neben denen sich eine Trauerfigur befindet, die das Porträt der Herzogin Maria Theresia Anna von Savoyen-Carignan (geborene Liechtenstein) trägt. Darüber erhebt sich ein von Heereszeichen umrahmter pyramidenförmiger Pilaster mit einer Gedenkinschrift, der von einer Urne bekrönt wird.
Mitte des 19. Jahrhunderts wurde die Kapelle restauriert und umgestaltet. Dabei wurde 1853 von dem Maler Johann Nepomuk Ender über dem Altar der Kapelle um das gotische Kreuz ein großes Fresko geschaffen, das die Ereignisse auf Golgatha zeigt, dem Hügel außerhalb von Jerusalem, auf dem den Evangelien zufolge Jesus gekreuzigt wurde. Weiter wurden unter den vorhandenen Steinbaldachinen an den Säulen zehn neugotische Heiligenstatuen aufgestellt. Für die Ausführung wurden die Bildhauer Johann Gasser und Franz Högler beauftragt.
Die Kapelle wird durch ein prunkvolles barockes Eisengitter abgeschlossen, das gleichfalls die Wappen des Ehepaares Savoyen-Liechtenstein trägt. Bei dieser Kapelle handelt es sich damit um den am stärksten barockisierten Teil des Doms.
Die Kapelle ist zugleich auch eine Gedenkstätte für gefallene Priester: Neben einem flachen Relief mit einem sterbenden Soldaten listet eine Gedenktafel die Namen aller in den beiden Weltkriegen gefallenen österreichischen Priester auf.